# Chór Szkoły Głównej Handlowej
Chór Szkoły Głównej Handlowej w Warszawie – chór amatorski działający przy Szkole Głównej Handlowej w Warszawie.

## Historia
Jako Chór Szkoły Głównej Planowania i Statystyki istniał od 1967 r., jednak na początku lat 90. podczas transformacji uczelni ze Szkoły Głównej Planowania i Statystyki, chór akademicki uległ rozwiązaniu.
Chór w obecnej formie istnieje od 1993 i został reaktywowany przez doktora Tomasza Hynka i Iwonę Bednarską.
Zespół uczestniczył w projektach z innymi chórami (wykonanie „Stabat Mater” Karola Szymanowskiego w I rocznicę śmierci Jana Pawła II wspólnie z Chórem Uniwersytetu Warszawskiego czy udział w Europejskich Spotkaniach Kolędowych w Teatrze Wielkim w Warszawie). W kwietniu 2003 roku chór wraz z solistami i orkiestrą kameralną wystawił utwór „Passio Domini nostri Jesu Christi secundum Joannem” Arvo Pärta. W grudniu 2013 r. Chór SGH wykonał samodzielny koncert w Filharmonii Narodowej w Warszawie.
Chór corocznie organizuje koncerty na uczelni i w Warszawie (tzw. „Koncert Doroczny” na przełomie maja i czerwca), oprócz tego koncertuje w Polsce i za granicą. Od 2016 r. Chór występuje jako trzy zespoły: chór męski, żeński i mieszany.
Zespół tworzą głównie studenci i absolwenci Szkoły Głównej Handlowej, a także osoby niezwiązane z Uczelnią. Od 2018 roku z Chórem współpracuje aż troje dyrygentów.
W 2019 roku Chór Szkoły Głównej Handlowej w Warszawie wyruszył w tournée po Republice Federalnej Niemiec, odwiedzając takie miasta jak Celle, Hamburg oraz Berlin, odniósłszy oszałamiający sukces wykonując dzieła kompozytorów takich jak Gregorio Allegri, Johann Sebastian Bach czy Jakub Szafrański, Michał Malec i Krzysztof Ratajski.

### Konkursy i nagrody[4]
- 2018 – Międzynarodowy Konkurs Chóralny „CantaRode” w Kerkrade (Holandia) – III miejsce ex aequo oraz nagroda za najbardziej różnorodny repertuar;
- 2017 – Międzynarodowy Konkurs Chóralny Prof Georgi Dimitrov w Warnie (Bułgaria) – II miejsce w kategorii chóry o głosach jednorodnych (chór żeński) oraz III miejsce w kategorii chóry o głosach jednorodnych (chór męski);
- 2016 – Międzynarodowy Konkurs Chóralny „Cantu Gaudeamus” w Białymstoku – I miejsce w kategorii chóry o głosach jednorodnych (chór żeński), II miejsce w kategorii chóry mieszane, III miejsce w kategorii chóry o głosach jednorodnych (chór męski)[5];
- 2016 – Międzynarodowy Konkurs Chóralny w Zadarze (Chorwacja) – III miejsce w kategorii chóry męskie (nagroda: Brązowy Krzyż);
- 2015 – Międzynarodowy Konkurs Chóralny „CantaRode” w Kerkrade (Holandia) – I miejsce;
- 2013 – Mazowiecki Festiwal Chórów Akademickich „Vivat Academia” – Grand Prix;
- 2011 – Międzynarodowy Majowy Konkurs Chóralny Prof. Georgi Dimitrov w Warnie (Bułgaria) – II miejsce;
- 2010 – Ogólnopolski Konkurs Chóralny im. Wacława z Szamotuł – nagroda specjalna za najlepsze wykonanie utworu skomponowanego przez Wacława z Szamotuł;
- 2010 – Międzynarodowy Festiwal Chóralny w Namestovie (Słowacja) – I miejsce[6];
- 2008 – Międzynarodowy Warszawski Festiwal Chóralny „Varsovia Cantus” – Złota Lira;
- 2004 – Międzynarodowy Festiwal Pieśni Sakralnej Łapskie Te Deum – I miejsce w kategorii Chóry akademickie;
- 2001 – Międzynarodowy Konkurs Chóralny Orlando di Lasso w Camerino – srebrny medal.

### Dyskografia
1. Debiut – pierwszy album chóru zawierający utwory rozrywkowe;
2. Pasja Arvo Pärta;
3. Gospel Mass Roberta Raya – album wydany z okazji 20-lecia istnienia zespołu;
4. Bach Lassus 2017 – album z dwoma utworami: Missa Super Osculetur Me Orlanda di Lasso i Motet „Jesu, meine freude” J.S. Bacha;
5. i... BACH – album zawierający dwie kantaty Jana Sebastiana Bacha: BWV 106 Gottes Zeit ist die allerbeste Zeit oraz BWV 150 Nach dir, Herr, verlanget mich.